# Лава (горное дело)
Лава — подземная очистная горная выработка (в которой производится добыча полезного ископаемого, преимущественно угля) значительной протяжённости (от нескольких десятков до нескольких сот метров), один бок которой образован массивом угля (забоем лавы), а другой — закладочным материалом или обрушенной породой выработанного пространства. Имеет выходы на транспортный и вентиляционный выемочные штреки или на просеки.

## Элементы
- выработанное пространство (вынутая часть массива)
- площадь между плоскостью забоя и выработанным пространством
- призабойное пространство (прилегает непосредственно к забою)

## История термина
Первоначально термин «Лава» употреблялся на шахтах Донбасса. В литературе впервые этот термин использовал А. И. Куприн в рассказе «В недрах земли» (1899)Термин «лава» возник в начале 19 века с переходом к подземной угледобыче от узких многофункциональных выработок к выработкам специальным, очистным и подготовительным, с приобретением самостоятельного значения очистных и подготовительных работ. Произошло это сначала на первом российском подземном угледобывающем предприятии — Лисичанском казённом руднике, а затем и на других шахтах столбовой и сплошной систем разработки (впервые в 1839).
Термин «лава» был занесён в шахту первыми добытчиками угля из деревни, где лавами называли узкие скамейки, поставленные вдоль наружной и внутренней стены домов. Скамейки эти были низкими, и на них приходилось сидеть, уперев колени в подбородок. В старых шахтах, когда добыча угля велась только с помощью обушка и лопаты, шахтёры рассаживались в забое перед стенкой пласта, и каждый принимался кайлить свой пай. Первым углекопам, выходцам из деревни, такое сидение напоминало сидение на домашних лавках. С тех пор длинные забои продолжают называть лавами.  Подобный лаве термин Sitzort — «сидячее место» — появился в Германии в конце 18 в. "Срубать своего коня в лаве", "Я срубил 7 коней в лаве и нагора" - тоже пошел из Донбасса, когда уголь откатывали конной тягой и означал, что я вырубал норму по углю и могу ехать на поверхность.